# Union nicht-gewinnorientierter Lokalradios
Die Union nicht-gewinnorientierter Lokalradios (UNIKOM) ist ein 1983 gegründeter Verband nicht-gewinnorientierter, schweizerischer Lokalradios. Hauptsächlich vertritt der Dachverband die Interessen seiner Mitglieder. Sie ist wichtiger Ansprechpartner des Bundesamts für Kommunikation (BAKOM), vornehmlich für die Mitglieder, die eine UKW-Konzession innehalten.

## Geschichte
Gegründet wurde der Verband 1983, um die nicht-kommerzorientierten Radios gegenüber den Behörden zu vertreten, welche in Konsultationsprozessen einzig mit Verbänden kommunizieren. Der Verband vereinigte zu Beginn die drei UKW-Konzessionsinnehabenden Radios, Radio Lora, Radio Acidule F.M. und das Quartierradio Riesbach in Zürich. Während sich die Mitgliederstruktur des Vereins anfänglich vornehmlich aus Komplementärradios zusammensetzte, bilden seit dem Jahr 2019 meldepflichtige Radios ohne Konzession die Mehrheit. Diese Entwicklung veranlasste eine Mehrheit der Komplementärradios (Radio X, RaBe, 3fach, Toxic.fm, Stadtfilter, RaSa und Kanal K) zum gemeinsamen Austritt.